# تویوبو
تویوبو (انگلیسی: Toyobo) شرکت نساجی ژاپنی است، که در سال ۱۸۸۲ تأسیس شد.